# Răbăgani
Răbăgani è un comune della Romania di 2117 abitanti, ubicato nel distretto di Bihor, nella regione storica della Transilvania.
Il comune è formato dall'unione di 6 villaggi: Albești, Brătești, Răbăgani, Săucani, Săliște de Pomezeu, Vărășeni.